# Уобассо (Флорида)
Уобассо (англ. Wabasso) — статистически обособленная местность, расположенная в округе Индиан-Ривер (штат Флорида, США) с населением в 918 человек по статистическим данным переписи 2000 года.

## География
По данным Бюро переписи населения США статистически обособленная местность Уобассо имеет общую площадь в 6,22 квадратных километров, водных ресурсов в черте населённого пункта не имеется.
Статистически обособленная местность Уобассо расположена на высоте 4 м над уровнем моря.

## Демография
По данным переписи населения 2000 года в Уобассо проживало 918 человек, 214 семей, насчитывалось 403 домашних хозяйств и 526 жилых домов. Средняя плотность населения составляла около 147,59 человек на один квадратный километр. Расовый состав населённого пункта распределился следующим образом: 82,90 % белых, 5,56 % — чёрных или афроамериканцев, 0,65 % — коренных американцев, 1,42 % — азиатов, 2,07 % — представителей смешанных рас, 7,41 % — других народностей. Испаноговорящие составили 12,75 % от всех жителей статистически обособленной местности.
Из 403 домашних хозяйств в 20,1 % воспитывали детей в возрасте до 18 лет, 40,7 % представляли собой совместно проживающие супружеские пары, в 9,4 % семей женщины проживали без мужей, 46,7 % не имели семей. 36,7 % от общего числа семей на момент переписи жили самостоятельно, при этом 13,9 % составили одинокие пожилые люди в возрасте 65 лет и старше. Средний размер домашнего хозяйства составил 2,23 человек, а средний размер семьи — 2,87 человек.
Население статистически обособленной местности по возрастному диапазону по данным переписи 2000 года распределилось следующим образом: 19,7 % — жители младше 18 лет, 5,0 % — между 18 и 24 годами, 29,5 % — от 25 до 44 лет, 27,7 % — от 45 до 64 лет и 18,1 % — в возрасте 65 лет и старше. Средний возраст жителей составил 42 года. На каждые 100 женщин в Уобассо приходилось 120,1 мужчин, при этом на каждые сто женщин 18 лет и старше приходилось 126,8 мужчин также старше 18 лет.
Средний доход на одно домашнее хозяйство статистически обособленной местности составил 25 938 долларов США, а средний доход на одну семью — 25 815 долларов. При этом мужчины имели средний доход в 21 188 долларов США в год против 25 417 долларов среднегодового дохода у женщин. Доход на душу населения статистически обособленной местности составил 25 938 долларов в год. 17,2 % от всего числа семей в населённом пункте и 25,9 % от всей численности населения находилось на момент переписи населения за чертой бедности, при этом 51,5 % из них были моложе 18 лет и 15,6 % — в возрасте 65 лет и старше.